# Les Bienheureux
Les Bienheureux és una pel·lícula dramàtica algeriana del 2017 dirigida per Sofia Djama que mostra una família que viu després de la Guerra Civil algeriana també coneguda com "la guerra bruta".

## Argument
Ambientada en 24 hores, la pel·lícula se centra en una parella, Amal i Samir, que està celebrant el seu vintè aniversari de casats i planeja una cita en un restaurant. La parella arriba a un desacord sobre si enviar o no el seu fill a l'estranger a l'escola i decideixen preguntar-ho als seus amics durant la nit. Durant el sopar es planteja el tema i s'acaba amb cadascun d'ells opinant les seves perspectives sobre la guerra i el futur del país. Amal, com una pèrdua de les il·lusions i Samir com el país on pot viure còmodament. I mentrestant, Fahim, el fill, juntament amb Feriel i Reda, els seus amics, deambulen per una Alger que es tanca a poc a poc sobre si mateixa.

## Repartiment
- Salima Abada: Souad
- Faouzi Bensaïdi: Amin
- Adam Bessa: Reda
- Sami Bouajila: Samir
- Nadia Kaci: Amal
- Lyna Khoudri: Feriel
- Amine Lansari: Fahim

## Crítica
La pel·lícula va tenir majoritàriament crítiques positives."Un retrat ombrívol però revelador (...) 'The Blessed' és també un drama càlid i íntim marcat per les bones actuacions de Sami Bouajila ('Omar Killed Em') i Nadia Kaci" . Va dir Jordan Mintzer: The Hollywood Reporter.
La película tuvo mayormente críticas positivas."Un retrato sombrío pero revelador (...) 'The Blessed' es también un drama cálido e íntimo marcado por las buenas actuaciones de Sami Bouajila ('Omar Killed Me') y Nadia Kaci".

## Premis
A la 74a Mostra Internacional de Cinema de Venècia va guanyar tres premis: el de millor actriu per Lyna Khoudri, el Premi Brian i el Premi Lina Manciacapre per Sofia Djama. I als 23a cerimònia dels Lumières fou nominada a la millor primera pel·lícula.